# Ardonea rosada
Ardonea rosada är en fjärilsart som beskrevs av Paul Dognin 1894. Ardonea rosada ingår i släktet Ardonea och familjen björnspinnare. Inga underarter finns listade i Catalogue of Life.